# Eldama Ravine
Eldama Ravine es una localidad de Kenia, con estatus de villa, perteneciente al condado de Baringo.
Tiene 45 799 habitantes según el censo de 2009, la mayoría de los cuales viven en las áreas rurales que rodean al núcleo principal.

## Toponimia
Eldama Ravine se llamaba antiguamente "Shimoni", debido a la presencia de un barranco estrecho por el que fluye un río próximo a la villa, actualmente también conocido como río Eldama Ravine. "Ravine" significa barranco en inglés y deriva del nombre local "Shimoni". Por otra parte, "Eldama" es una palabra masái que significa "desfiladero".

## Demografía
Los 45 799 habitantes de la villa se reparten así en el censo de 2009:
- Población urbana: 17 872 habitantes (8711 hombres y 9161 mujeres)
- Población periurbana: no hay población periurbana en esta villa
- Población rural: 27 972 habitantes (14 099 hombres y 13 828 mujeres)

## Transportes
Se sitúa sobre la carretera B53, una desviación de la A104 que une esta villa con Eldoret pasando por el sur del condado de Elgeyo-Marakwet. Al este de la B53 sale la C55, que permite ir a Nakuru a través de la carretera B4.